# Эйсмонд, Юлиан
Юлиан Э́йсмонд (пол. Julian Ejsmond; 26 февраля 1892, Варшава — 29 июня 1930, Закопане) — польский поэт, прозаик-натуралист, писатель-сказочник, переводчик, редактор.
Сын художника Францишека Теодора Эйсмонда.

## Биография
В 1912 г. поступил на философский факультет Ягеллонского университета в Кракове. 
В 1915 г. возобновил прерванную учебу на факультете польской филологии Варшавского университета. Автор-редактор «Антологии польской сказки» (1915).
Участник первой мировой войны. Добровольцем вступил в армию, в 1919—1920 прошел курс обучения в Особой военной школе Сен-Сир во Франции.
Вернувшись на родину работал в Генеральном штабе Войска Польского в чине капитана (1920-1923), затем руководил пресс-службой Президиума Совета Министров Польши (1923-1925), одновременно занимаясь литературным творчеством.
Будучи страстным охотником, писал произведения на темы о природе и охоте. В 1923 г. редактировал журнал «Охотничий обзор» (пол. Przegląd Myśliwski), в 1924—1930 г. — «Польский охотник» (пол. Łowce Polski). Издал «Календарь охотника». 
С 1924 г. — референт-охотовед Министерства сельского хозяйства и гос. имуществ. Подготовил проект нового закона об охоте (1927). В 1929 г. — вице-президент Лиги охраны природы Польши.
Талантливый переводчик с латинского языка произведений Овидия, Петрония, Я. Кохановского, М. К. Сарбевского и др.
Погиб в 1930 г. в результате автомобильной аварии.

## Творчество
Дебютировал на литературном поприще Юлиан Эйсмонд в 1907 г. В 1909 г. был напечатан его первый сборник поэзии «Bajki i prawdy».
Автор любовной лирики, баллад, романсов, сатирических произведений, фельетонов, рассказов и сказок.
С 1922 до 1929 г. — редактор детского ежемесячного приложения к газете «Kurier Warszawski». Входил в литературную группу, связанную с журналом «Skamander».
Наибольшей популярностью пользовался как автор поэтических сборников и полных юмора сказок.

## Избранная библиография
- Bajki i prawdy (1912),
- Baśń o ziemnych ludkach (1914),
- Miłość wieczna (1922),
- W zbożu (1925),
- Opowieść o Janku Kominiarczyku i o dymiącym piecu króla Stasia (1925)
- W puszczy (1927),
- Moje przygody łowieckie (1929),
- Patrząc na moich synków (1931)
- Janek w puszczy (1931)
- Mali myśliwi (1931)
- W słońcu (1931),
- Stół i nożyce (1935) и др.